# Escuela Nacional de Bellas Artes (Honduras)
La Escuela Nacional de Bellas Artes (ENBA) ubicado en Comayagüela, es el principal centro de educación y formación de artistas en la República de Honduras.

## Historia

### Antecedentes de artes plásticas en Honduras
El 15 de abril de 1878 se registró el primer antecedente en este campo con el establecimiento de una escuela de dibujo y pintura ubicada en Tegucigalpa. En 1890 se creó la Academia de Bellas Artes y de Dibujo Aplicado a las Artes Industriales fundada y dirigida por el señor Tomás Mur, de nacionalidad española. En 1934, se creó la Academia Nacional de Dibujo, “claroscuro al natural” bajo la dirección del maestro Carlos Zúñiga Figueroa, y para 1938 surgió la Escuela de Artes y Oficios, en este mismo año, se abrió la sección de Dibujo Artístico que sugirió la creación de la Escuela Nacional de Bellas Artes.

### La Escuela de Bellas Artes
La Escuela Nacional de Bellas Artes (ENBA) fue fundada en 1940 durante la dictadura del General Tiburcio Carias Andino. 
Carías Andino otorgó a los artistas Arturo López Rodezno, Maximiliano Ramírez Euceda, Samuel Salgado y Salvador Posadas, desde un año antes mediante un mandato gubernamental para la creación de una escuela de artes. Dichos personajes se habían propuesto la creación de tal escuela en concordancia con el presidente. El mismo año, se ubicaron en el edificio que era la Municipalidad de Comayagüela en la 6 calle, 2 y 3 avenida, frente al Parque La Libertad en Comayagüela, D.C. En sus inicios, los alumnos recibían de la ENBA clases de dibujo, pintura, escultura, algunos modelos que fueron pintados, eran provenientes en su mayoría de Europa; y, plasmados por los alumnos en lienzo montados sobre caballete.

## Misión
La ENBA es una institución educativa que ofrece servicios especializados en las artes visuales a nivel medio formal y no formal; con el fin de contribuir al desarrollo de la plástica hondureña, el aprecio del arte, la cultura nacional y universal.

## Visión
La ENBA pretende ser una institución educativa líder en la formación artístico-visual en todos los niveles del sistema educativo nacional, promotora a la vez, de las distintas manifestaciones de las artes visuales y culturales mediante las actividades de docencia, investigación y extensión. En cuanto a sus políticas de crecimiento cultural, académico y de apoyo al proceso de enseñanza-aprendizaje se plantea a corto, mediano y largo plazo las siguientes metas: 
- Concretar un proceso de reforma que defina la normativa administrativa y académica.
- Establecer un mecanismo de autogestión financiera con el fin de fortalecer el proceso académico y extensión cultural de la institución.
- Formular e impulsar una propuesta de creación de la carrera de artes visuales en el grado de licenciatura con distintas especialidades.
- Lograr la construcción de un nuevo edificio que albergue las instalaciones de lo que será la Nueva Escuela Nacional de Bellas Artes y, la creación de un museo didáctico interactivo de las artes visuales.

## Marco histórico y legal
En 1940, se creó la Escuela Nacional de Bellas Artes adscrita al Ministerio de Fomento, Industria y Comercio, ofreciendo cursos y diplomados a egresados del sexto grado en las modalidades de: dibujo, perspectiva, pintura, escultura, decoración, cerámica, talla en madera y escultura religiosa, cursadas éstas en cinco años. En 1953, la escuela pasó a formar parte del Ministerio de Educación.    
En 1956, se creó el plan para bachilleres y profesores de educación primaria otorgando el título de profesor de dibujo y modelado, mismo que se cursaba en dos años. Este plan de estudios desapareció en 1965. En 1966, inició el plan de profesor de artes plásticas para egresados del Ciclo Común de Cultura General. Esta modalidad sustituye a la del profesor de dibujo y modelado y se extiende hasta el año 1975 cuando se emite el Acuerdo de Legalización de Títulos y Diplomas otorgados desde 1940.    
En 1976, se creó de derecho la Escuela Nacional de Bellas Artes. En 1976, inició el plan de maestro en artes plásticas, el que funcionó hasta el año 2005. En 1980, se creó el Bachillerato en Artes Gráficas. En 1993, inició el plan para bachilleres en artes plásticas, el que ha funcionado hasta la actualidad. En el año 2003, se creó el bachillerato en ciencias con orientación en educación plástica en el marco de la transformación de las escuelas normales, sustituyendo en plan de maestros en artes plásticas antes mencionado.

### Marco institucional 1940 – 2018
La Escuela Nacional de Bellas Artes es una institución educativa pública de formación artístico-plástica del nivel medio, única en su género y su grado académico. Depende de la Secretaría de Educación a través de la dirección de Departamento de Francisco Morazán y la dirección de distrito n.º 9. Su currículo está compuesta por tres modalidades de estudio a nivel diversificado:
- Bachillerato en Artes Plásticas
- Bachillerato en Artes Gráficas
- Bachillerato en Formación Artística y Gestión Cultural[4]

En el marco de la educación no formal ofrece las siguientes modalidades:
- Cursos libres de Artes Plásticas Jornada Nocturna.
- Cursos de dibujo y pintura infantil[5]

Este centro educativo, en su trayectoria, ha sido muy importante en la sociedad hondureña por su contribución al desarrollo de las artes visuales y de la cultura nacional. Ha formado más del 90% de los creadores, contempladores y educadores de arte.

### Academia
La actividad académica formal se ha realizado mediante tres modalidades de estudio. 
- Bachillerato en Artes Plásticas: Este plan de estudios pretende dotar a sus estudiantes de los conocimientos artísticos teóricos y prácticos que les permita la elaboración de la obra de arte, con miras a que se conviertan en los artistas representantes de la plástica nacional. Además de formarlos como profesionales en este campo, los prepara para enfrentar los futuros retos personales, de participar en la sociedad y de optar a estudios superiores. Los aspectos en que se fundamenta este plan son creatividad estética y plástico, promotor artístico, relaciones humanas y ética profesional, juicio crítico, identidad nacional, y actitud democrática.
- Bachillerato en Artes Gráficas. Este plan se propone proveer a sus estudiantes de conocimientos técnicos artísticos y científicos que les permitan desenvolverse como profesionales en el campo de la comunicación visual desempeñándose como diseñadores gráficos, también los forma en el área científica-humanista lo que les permitirá optar a estudios superiores.
- Magisterio en Artes Plásticas. Plan de estudios que pretende proporcionar a sus estudiantes conocimientos pedagógicos, artísticos y científicos para iniciarlos en el desarrollo de competencias necesarias en la enseñanza del arte plástico, además de prepararlos para seguir estudios superiores en este campo. Mediante estas modalidades de estudio desde el año 1977 hasta el 2006 ha egresado 1,034 jóvenes procedentes de los distintos departamentos del país.

En las modalidades de estudio establecidas en el periodo de 1957 a 1976, egresó a 154 jóvenes, haciendo un total de 1,188 profesionales en este campo.

### Reformas curriculares específicas en la formación docente
La ENBA diseñó y ejecutó diversos modelos curriculares en respuesta a demandas sociales y a momentos históricos específicos. En los primeros años de su funcionamiento, la ENBA ofreció cursos y diplomados a egresados del sexto grado en modalidades o secciones de: dibujo, perspectiva, pintura, escultura, decoración, cerámica, talla en madera y escultura religiosa. Estos se desarrollaron con una duración de cinco años. 
Para 1956, se creó el plan para bachilleres y profesores de educación primaria. Otorgándoseles el título de profesor de dibujo y modelado, este plan se cursaba en dos años. En 1966, inició el plan de profesor de artes plásticas para los egresados del Ciclo de Común de Cultura General, esta modalidad sustituye al de profesor de dibujo y modelado y se extendió hasta el año 1975. Este plan se cursaba en tres años. 
En 1976, inició el plan de maestros en artes plásticas el cual había funcionado hasta el año 2005. En 1975, la se emitió el Acuerdo de Legalización de Títulos y Diplomas otorgados desde 1940 hasta 1975 y se “creó” de derecho la Escuela Nacional de Bellas Artes, adscrita al Departamento Ejecutivo de Normal y Artística. 
En 2003, inició el bachillerato en ciencias con orientación en educación plástica (BEP) en el marco de las reformas de la educación normal y artística, presentado por la Secretaría de Educación. Este proceso sólo duró cinco años. En 2008, bajo acuerdo 1710- SE-2008, inició nuevamente la formación docente bajo el plan de maestros de educación primaria en artes plásticas, el cual se cursa en un período de tres años, funcionando hasta la fecha. Desde el 2005, esta institución ha pretendido elevar la formación de sus modalidades de estudio a un nivel superior. En el 2015 pasó la conversión de bachilleratos a bachilleratos técnico profesional en tres campos o áreas: BTP en Diseño, BTP en Gestión Cultural y Educativa, y BTP en Artes Plásticas.

## Labor cultural

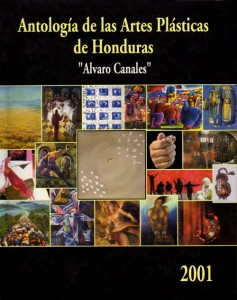

La Escuela Nacional de Bellas Artes realiza los siguientes eventos. 
- Exposiciones anuales de artes visuales de sus estudiantes, egresados e invitados
- Proyecto Enseñarte Honduras
- Giras académicas
- Elaboración de proyectos artísticos en el marco de trabajos educativos sociales, prácticas técnicas y prácticas profesionales
- Desarrollar talleres de capacitación plástica a docentes
- Elaboración y publicación de revista, manuales, textos educativos y material didáctico
- Participación en dos encuentros de artistas plásticos a nivel latinoamericano y mundial
- Organización y desarrollo de conferencias sobre temas de arte, cultura y sociales dictadas por destacados artistas plásticos, sociólogos y escritores nacionales e internacionales
- Participación en exposiciones y concursos a nivel nacional e internacional.
- Formar parte del jurado del Premio Nacional de Arte, Pablo Zelaya. Formar parte del jurado de distintas bienales a nivel nacional.
- Creación y otorgamiento Premio ITZAMNA, por un espacio de seis años consecutivos.
- Organización de tres encuentros de artista nacional e internacional.
- Colaboración en la organización y montaje de las bienales de la Universidad Nacional Autónoma de Honduras, el Instituto Hondureño de Cultura Interamericana (IHCI) y la Antología de las Artes Plásticas.
- Demostraciones en lugares públicos del país de los procesos de elaboración del trabajo artístico.

## Premio Nacional de Arte Itzamná
El Premio Nacional de Arte Itzamná es el que otorga esta escuela de artes a los destacados artistas nacionales que se desenvuelven en sus respectivas disciplinas. 
- Entregado al escritor Eduardo Bärh, en 1981 en rama de literatura
- Entregado al director de cine Sami Kafati en 1982 por ser el pionero en Honduras, en la cinematografía con su obra fílmica Mi Amigo Ángel
- Entregado al escritor José Adán Castelar en 1982 en rama de literatura

- Entregado al escritor Rigoberto Paredes en 1983 en la rama de literatura
- Entregado al escritor Marcos Carías Zapata en 1984 en rama de literatura

## Maestros de la ENBA
Entre los maestros de la ENBA destacan Alfredo Ruiz Barrera, Arturo López Rodezno, Carlos Zúñiga Figueroa, Carlos Garay, Dante Lazzaroni Andino, José Rony Castillo, Horacio Reina, Mario M. Castillo, Mario Mejía Turcios, Maximiliano Ramírez Euceda, Pablo Zelaya Sierra, Raúl Fiallos, Teresa Victoria Fortín Franco, y Pastor Sabillón Fernández, Alfonso Henríquez, entre otros. 
Dentro de una nueva generación de artistas y docentes que acuerpan la escuela se encuentra Blas Aguilar, Gabriel Zaldibar, Víctor López, Oscar Mendoza, Víctor Hugo Cruz, Gilberto Videz, Teresa Silva, Marcia Ney Rivera, Ramiro Rodríguez Zelaya, Delmer Mejia, Antonio Baquedano, Luis Enrique Cruz, Juan Domingo Torres Q.D.D.G., Ernesto Argueta, Lucy Ondina Martínez, Rafael Cáceres, Daniel Rivera, Kelvin Reyes, Medardo Cardona, César Manzanares, Michael Allen, Leonel Obando (https://youtube.com/@leonelobandoartistahondureno), Roberto Benítez, entre otros.

## Egresados de la ENBA
Entre los artistas graduados en la ENBA destacan Álvaro Canales, Ánibal Cruz, Armando Lara, Mario Zamora Alcantara, Miguel Ángel Ruiz Matute, Moisés Becerra, Nury Reina de Toffe, Ricardo Aguilar, Virgilio A. Guardiola, Leonel Benítez Efraín, Jesús Antonio Zelaya, Arturo Luna, Delmer Mejía, Luis Hernán Padilla, Ezequiel Padilla Ayestas, Julio Visquerra, Margarita Velásquez, Dino Mario Fanconi Moncada, Isabel Membreño, Hermes Armijo Maletz, José Joaquín Urquía García y Rafael Posas, Francis Castellanos de Ayala, y Patricia Toledo Bautista, entre otros.

## Actualidad de la Escuela Nacional de Bellas Artes
La Escuela Nacional de Bellas Artes subsiste con un pequeño apoyo de instituciones y del gobierno, aunque su mayor aporte para continuar existiendo, se basa en las matrículas de los alumnos.
Iniciado en el aniversario de los 50 años de la escuela, de 1990 al 2007, la Escuela Nacional de Bellas Artes junto con el Centro Cultural de España en Tegucigalpa y la Secretaría de Cultura, Artes y Deportes, convocaron cada 15 de noviembre la Antología de las Artes Plásticas y Visuales de Honduras para incentivar y documentar la creatividad anual, así como potenciar la proyección social de la ENBA. Igualmente, cada año se rendía homenaje a un maestro de la plástica hondureña. 
En el 2009, la matrícula era de 260 estudiantes y a la baja, para 2015, la Escuela Nacional de Bellas Artes sólo cuenta con 236 alumnos, a pesar de las becas y ayudas otorgadas.     

### Carreras
La institución ofrece formación artístico-plástica del nivel medio, única en su género y su grado académico.
- Bachillerato Técnico Profesional en Artes Gráficas
- Bachillerato Técnico Profesional en Artes Plásticas
- Bachillerato Técnico Profesional en Formación Artística y Gestión Cultural

## Presupuesto
El gobierno de Honduras se dedicó a invertir entre 2001 y 2015 18 mil millones de Lempiras (US$ 933 millones de dólares) extra en proyectos sociales de educación, salud y cultura correspondientes al 35% del presupuesto de la estrategia de reducción de la pobreza.
Esta inversión es un componente extra sobre el presupuesto ya dedicado y preestablecido para estos sectores, cosa que el gobierno no ha hecho, en su lugar ha mantenido a la Escuela Nacional de Bellas Artes funcionando con un bajo presupuesto y a fecha de mayo de 2014 no se le ha entregado el presupuesto de 2013, además el Congreso Nacional eliminó en 2012 la beca de 15 dólares mensuales asignada para cada estudiante de la escuela. El arte ha estado ignorado en Honduras, por ejemplo el máximo premio que un artista nacional puede aspirar a ganar es el Premio Nacional de Arte Pablo Zelaya Sierra, el cual consta de únicamente de un valor monetario de 500 US$ al primer lugar anualmente.